# Tlalchapa
Tlalchapa är en ort i Mexiko.   Den ligger i kommunen Tlalchapa och delstaten Guerrero, i den södra delen av landet, 180 km sydväst om huvudstaden Mexico City. Tlalchapa ligger 409 meter över havet och antalet invånare är 4 183.
Terrängen runt Tlalchapa är varierad. Runt Tlalchapa är det ganska glesbefolkat, med 23 invånare per kvadratkilometer. Närmaste större samhälle är Tlapehuala, 19,9 km söder om Tlalchapa. Omgivningarna runt Tlalchapa är en mosaik av jordbruksmark och naturlig växtlighet.